# Kjell Zetterqvist
Kjell Torbjörn Zetterqvist, född 14 december 1905 på Ornö, Stockholms län, död 24 januari 1944 i Stockholm, var en svensk skulptör.
Efter första ringen vid Enskilda gymnasiet i Stockholm studerade Zetterqvist tre terminer vid Tekniska skolan innan han fortsatte sina studier vid Konsthögskolan 1927–1933 där han sista läsåret belönades med den andra medaljen. Han finansierade sina studier genom att säsongsarbeta som konditor. Emellertid drabbades han i unga år av en sjukdom som gjorde honom delvis arbetsoförmögen.    